# Paweł Tański
Paweł Tański (ur. 22 lipca 1974 w Toruniu) – polski historyk literatury, krytyk literacki, poeta, prozaik, autor tekstów piosenek (m.in. dla bluesowego zespołu Tortilla),  gitarzysta, redaktor pism literackich, animator kultury, juror konkursów poetyckich, prozatorskich, teatralnych, filmowych, recytatorskich i krasomówczych, członek sekcji muzyki rozrywkowej Akademii Fonograficznej.

## Życiorys
Absolwent filologii polskiej na Uniwersytecie Mikołaja Kopernika w Toruniu (W kręgu tajemnic mitów, legend i języka. O twórczości poetyckiej Bogumiła Witalisa Andrzejewskiego, promotor: prof. dr hab. Janusz Kryszak, 1998). Tutaj obronił doktorat w 2002 roku (Emigracyjna poezja Mariana Czuchnowskiego, promotor: prof. dr hab. Janusz Kryszak). W latach 1996–2002 uczestniczył również w wybranych konwersatoriach i wykładach z filozofii, natomiast w latach 1998–2002 także w wybranych wykładach z etnologii, historii sztuki, socjologii oraz historii. Od roku 2002 adiunkt w Zakładzie Metodyki Nauczania Literatury i Języka Polskiego Instytutu Literatury Polskiej UMK (od roku 2008: Zakład Antropologii Literatury i Edukacji Polonistycznej Instytutu Literatury Polskiej Uniwersytetu Mikołaja Kopernika w Toruniu). Habilitowany w 2012 roku (UMK). Od 1 października 2019 roku profesor Uniwersytetu Mikołaja Kopernika, w Katedrze Historii Literatury Polskiej i Tradycji Kulturowej, Instytut Literaturoznawstwa, Wydział Humanistyczny, Uniwersytet Mikołaja Kopernika.
Zajmuje się głównie problematyką kultury XX wieku i po roku 2000. Jego zainteresowania naukowe dotyczą polskiej literatury XX wieku i po 2000 roku, ze szczególnym uwzględnieniem polskiej poezji wieku dwudziestego oraz po roku 2000. To właśnie liryka pozostaje głównym przedmiotem jego badań, także ta występująca w związkach z muzyką. Od roku 2008 pisze artykuły o tekstach utworów rockowych (w latach 2010–2016 opublikował osiemnaście artykułów dotyczących tej problematyki). Prowadzi badania dotyczące czterech kręgów zagadnień: literatury dwudziestowiecznej i współczesnej, problematyki tekstu głosowo interpretowanego, związków sztuki słowa i muzyki oraz interpretacji tekstów piosenek rockowych. W ostatnim czasie zajmuje się przede wszystkim interpretacją tekstów piosenek, głównie rockowych (będących w najlepszych realizacjach językowych specyficzną odmianą poezji oralnej – „poezji oralnej cywilizacji przemysłowej” – w rozumieniu Paula Zumthora), ten obszar refleksji cieszy się coraz większym zainteresowaniem we współczesnych badaniach humanistycznych – to song studies. Podczas namysłu nad utworami słowno-muzycznymi próbuje stosować narzędzia psychoanalizy, performatyki, geopoetyki, kulturowych studiów miejskich, somatoestetyki, gender studies, ekokrytyki, memory studies, monoseologii, narratologii transmedialnej oraz etnografii przedtekstowej. W kwietniu 2015 roku z jego inicjatywy odbyła się na UMK w Toruniu konferencja naukowa "Kultura rocka. Twórcy – tematy – motywy", która zgromadziła blisko 90. autorów referatów.
Jest autorem ponad 230 prac. Rozprawy, artykuły, szkice i recenzje publikował m.in. w rocznikach naukowych: „Archiwum Emigracji”, "Tematy i Konteksty" oraz "Studia z Kultury Popularnej", paryskiej „Kulturze”, "Czasie Kultury", "Kulturze Współczesnej", „Pamiętniku Literackim”, "Przeglądzie Kulturoznawczym", wydawnictwie uniwersyteckim „Acta Universitatis Nicolai Copernici”, bydgoskich „Fabulariach", „Frazie”, "Gazecie Wyborczej" - zarówno w wydaniu toruńskim, jak i ogólnopolskim ("Gazeta Wyborcza Classic"), półroczniku internetowym „Inter-. Literatura – Krytyka – Kultura", „Kresach”, „Kwartalniku Akademickim”, „Kwartalniku Artystycznym”, kwartalniku naukowym "Litteraria Copernicana", "Nowych Książkach", periodyku internetowym "MEAKULTURA. Muzyka. Edukacja. Artyści", „Piosence”, „Polonistyce", „Przeglądzie Artystyczno-Literackim”, „Przeglądzie Polskim”, „Przeglądzie Powszechnym”, „Toposie”, „Toruńskim Vademecum Kultury”, „Twórczości”, „Undergruncie”, "Wychowaniu Muzycznym", na stronie Biura Literackiego, w ponad czterdziestu księgach zbiorowych; natomiast wiersze i opowiadania w "Akcencie", „biBLiotece" (Magazyn Literacki Biura Literackiego),  "Czasie Kultury", „eleWatorze", „Fabulariach", „Frazie”, „Gazecie Toruńskiej”, „Gazecie Olsztyńskiej”, „Helikopterze", „Instynkcie", półroczniku internetowym „Inter-. Literatura – Krytyka – Kultura”, „Kresach”, „Kwartalniku Akademickim”, „Kwartalniku Artystycznym”, „Menażerii", „Nowej Okolicy Poetów”, londyńskim „Pamiętniku Literackim”, „Poboczach”, „Przeglądzie Artystyczno-Literackim”, „Przeglądzie Powszechnym”, „Przesuwie”, „Stronach", „Studium”, „Tece” „Toposie”, „Twórczości”, „Undergruncie”, „Zeszytach Poetyckich", w ponad dziesięciu antologiach poetyckich. Kilkadziesiąt jego wierszy przetłumaczono na język angielski, chiński, czeski, rosyjski i serbski.
Jest również autorem przekładu (z łaciny na język polski) poematu Poema religiosum Nicolao Copernico adscriptum Septem Sidera. "Poemat religijny Mikołajowi Kopernikowi przypisywany", redakcja naukowa I. Mikołajczyk, M. Mróz, Wydawnictwo Naukowe Uniwersytetu Mikołaja Kopernika, Toruń 2010.
W latach 1998–2002 był sekretarzem Stowarzyszenia Artystyczno-Literackiego w Toruniu. Od 2007 roku należy do toruńskiego oddziału Towarzystwa Literackiego im. Adama Mickiewicza. Od stycznia 2011 roku do końca roku 2014 pełnił funkcję przewodniczącego toruńskiego oddziału Towarzystwa Literackiego im. Adama Mickiewicza.
Laureat kilku konkursów poetyckich. Stypendysta Marszałka Województwa Kujawsko-Pomorskiego w dziedzinie literatury – w roku 2011. Były redaktor internetowego półrocznika „Inter-. Literatura – Krytyka – Kultura" (kierował działem prozy). Od listopada 2012 roku do października 2013 r. redaktor i sekretarz „Kwartalnika Artystycznego". W latach 2015–2019 redaktor prowadzący serię Forma 21 w Wydawnictwie Forma w Szczecinie. Zasiada w radach naukowych: rocznika "Studia z Kultury Popularnej" oraz internetowego czasopisma „MEAKULTURA. Muzyka. Edukacja. Artyści". W latach 1989–1994 grał na gitarze (pisał również teksty piosenek i muzykę) w zespole rockowym Quasimodo. W roku 2017 zdobył Grand Prix w 11. Ogólnopolskim Konkursie Poetyckim im. Rainera Marii Rilkego. Wiersze Pawła Tańskiego umuzycznił gitarzysta, wokalista, kompozytor i autor tekstów piosenek - Przemysław Piłaciński w projekcie Tański / Piłaciński "Rokitnik" - pierwszy singiel "Okolicznik północnych pór" opublikowano 10. 10. 2020 roku, na kanale YouTube. Kolejny singiel - "patrz" opublikowano 26 lutego 2021 roku w serwisach muzycznych. Trzeci utwór - "coquelicot poppy" został ogłoszony 15 lipca 2021 roku.

## Publikacje

### Historia literatury, krytyka literacka
- W cieniu poematu. Emigracyjna poezja Mariana Czuchnowskiego, (recenzenci: Janusz Kryszak, Wojciech Ligęza), Wydawnictwo Adam Marszałek, Toruń 2003.
- Tradycja i talent. Szkice o poezji emigracyjnej, (recenzenci: Zbigniew Chojnowski, Marian Kisiel), Wydawnictwo Adam Marszałek, Toruń 2006.
- Sandały Hermesa. Szkice o poezji, (recenzenci: Zbigniew Chojnowski, Leszek Szaruga), Wydawnictwo Adam Marszałek, Toruń 2008.
- Ja, motyl i inne szkice krytyczne, (recenzenci: Izolda Kiec, Beata Tarnowska), Europejskie Centrum Edukacyjne, Toruń 2010.
- Ślad. Świat poetycki Jerzego Hordyńskiego, (recenzenci: Izolda Kiec, Zbigniew Chojnowski), Wydawnictwo Naukowe UMK, Toruń 2012.
- Nowe sytuacje polskiego rocka. Teksty - głosy - interpretacje, (recenzentka: Izolda Kiec), Wydawnictwo Fundacja Instytut Kultury Popularnej, Poznań 2016.
- Głosy i performanse tekstów. Literatura - piosenki - ciało, (recenzenci: Wojciech Józef Burszta, Jerzy Jarniewicz), Wydawnictwo Naukowe UMK, Toruń 2021.

### Prace redakcyjne
- Marian Czuchnowski – kronikarz emigracyjnej codzienności, pod redakcją J. Kryszaka i P. Tańskiego, Toruń 2002.
- Problematyka tekstu głosowo interpretowanego, red. K. Lange, W. Sawrycki, P. Tański, Toruń 2004.
- Problematyka tekstu głosowo interpretowanego (II), red. K. Lange, W. Sawrycki, P. Tański, Toruń 2006.
- Problematyka tekstu głosowo interpretowanego (III), red. W. Sawrycki, P. Tański, D. Kaja, E. Kruszyńska, Toruń 2010.
- O Jacku Podsiadle – na jego urodziny, dział zredagowali: T. Dalasiński i P. Tański, „Fabularie” 2014, nr 1 (3), s. 28–88 [ss. 60].
- 2014. Antologia współczesnych polskich opowiadań, red. P. Nowakowski, P. Tański, posłowie: P. Tański, Wydawnictwo Forma, Szczecin 2014, ss. 276.
- „ProLog” 2014, nr 1 (1), red. naczelna: Aleksandra Szwagrzyk, red. merytoryczny (opiekun naukowy): P. Tański, temat numeru: Ciało/rzecz.
- „ProLog” 2014, nr 2 (2), red. naczelna: Aleksandra Szwagrzyk, red. merytoryczny (opiekun naukowy): P. Tański, temat numeru: Kiedy rozum śpi.
- Poezja polska po roku 2000. Diagnozy – problemy – interpretacje, red. T. Dalasiński, A. Szwagrzyk, P. Tański, Toruń 2015.
- Seksualność w najnowszej literaturze polskiej, red. T. Dalasiński, A. Szwagrzyk, P. Tański, Toruń 2015.
- (Od)czytane: wiersze mniej znane. Interpretacje, red. Ł. Grajewski, J. Osiński, A. Szwagrzyk, opiekun naukowy P. Tański, tom I serii „EpiLog” przy Interdyscyplinarnym Czasopiśmie Humanistycznym „ProLog”, Toruń 2015.
- Tematy modne w humanistyce. Studia interdyscyplinarne, red. Ł. Grajewski, J. Osiński, A. Szwagrzyk, P. Tański, tom II serii „EpiLog” przy Interdyscyplinarnym Czasopiśmie Humanistycznym „ProLog”, Toruń 2015.
- „ProLog” 2015, nr 1 (3), red. naczelna: Aleksandra Szwagrzyk, red. merytoryczny (opiekun naukowy): P. Tański, temat numeru: Roland Barthes (1915–2015).
- Stanisław Barańczak. In memoriam, red. J. Osiński, M. Pranke, A. Szwagrzyk, P. Tański, tom III serii „EpiLog" przy Interdyscyplinarnym Czasopiśmie Humanistycznym „ProLog", Toruń 2015.
- Kultura rocka. Twórcy – tematy – motywy, tom I, red. J. Osiński, M. Pranke, A. Szwagrzyk, P. Tański, tom VI serii "EpiLog" przy Interdyscyplinarnym Czasopiśmie Humanistycznym "ProLog", Toruń 2015.
- Kultura rocka. Twórcy – tematy – motywy, tom II, red. J. Osiński, M. Pranke, A. Szwagrzyk, P. Tański, tom VII serii „EpiLog” przy Interdyscyplinarnym Czasopiśmie Humanistycznym „ProLog”, Toruń 2015.
- „ProLog” 2016, nr 1 (4), red. naczelna: Aleksandra Szwagrzyk, red. merytoryczny (opiekun naukowy): P. Tański, temat numeru: Międzyludzkie.
- Edward Stachura. Formy pamięci, znaki czasu, red. J. Osiński, M. Pranke, A. Szwagrzyk, P. Tański, Toruń 2016.
- Tekst i głos. Studia, pod red. D. Kaji i P. Tańskiego, "Litteraria Copernicana" 2016, nr 1 (17).
- Kultura rocka 2. Słowo - dźwięk - performance (1), red. J. Osiński, M. Pranke, P. Tański, Toruń 2016.
- Kultura rocka 2. Słowo - dźwięk - performance (2), red. J. Osiński, M. Pranke, P. Tański, Toruń 2016.
- "Chodząc w ich butach". Depeche Mode - muzyka, zjawisko, recepcja, red. M. Jurzysta, M. Pranke, P. Tański, Toruń 2017.
- Kultura wobec nieświadomego. Studia (post)psychoanalityczne, red. J. Osiński, A. Szwagrzyk-Dalasińska, P. Tański, Toruń 2017.
- "Głowa mówi...". Polski rock lat 80., red. M. Jeziński, M. Pranke, P. Tański, Toruń 2018.
- Kultura rocka 1. Twórcy, tematy, motywy, red. J. Osiński, M. Pranke, P. Tański, Toruń 2019 [ss. 448], wersja zmieniona i poprawiona.
- Kultura rocka 2. Słowo, dźwięk, performance, red. J. Osiński, M. Pranke, P. Tański, Toruń 2019 [ss. 534], wersja zmieniona i poprawiona.
- Kultura rocka 3. Tradycje, poszukiwania, kontynuacje, red. J. Osiński, M. Pranke, P. Tański, Toruń 2019 [ss. 290].
- Kultura rocka 4. Muzyczny rok 1969, red. M. Jeziński, W. Kuligowski, M. Pranke, P. Tański, Toruń 2020 [ss. 250].
- Antropologia rocka, pomysł koncepcji i redaktor prowadzący: P. Tański, "Kultura Współczesna" 2021, nr 2.
- Song studies, pomysł koncepcji i redaktor prowadzący: P. Tański, "Czas Kultury" 2021, nr 3.
- Song studies. Poetyka i polityka wytwarzania piosenki, red. W. Kuligowski, P. Tański, Poznań 2021.
- Poetyki i performanse songów, red. K. Gajda, P. Tański, „Forum Poetyki | Forum of Poetics” zima 2022 (27) rok V.

### Poezja
- Ukryty pod topolami (1997)[2]
- Zdania z wiśni (2000)[3]
- Baśnie, głosy, przedmioty (2001)[4]
- Ogrody toruńskie (2006)[5]
- mikrotony (2011)[6]
- spod siódmego żebra (2015)[7]
- kreska (2016)[8]
- glinna (2017)[9]
- okolicznik północnych pól (2019)
- going inside (2021)